# Harald Ostenfeld

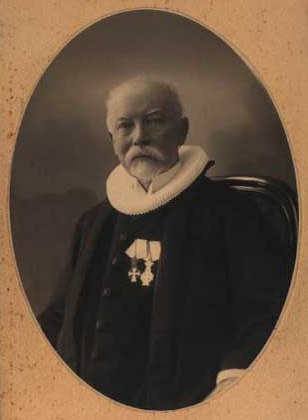
Harald Ostenfeld

Harald Ostenfeld (* 6. Oktober 1864 in Hvirring Sogn bei Horsens; † 24. Oktober 1934 in Kopenhagen) war ein dänischer lutherischer Geistlicher. Er wirkte von 1911 bis 1922 als Bischof im Bistum Seeland der Dänischen Volkskirche und nach dessen Teilung bis 1932 im Bistum Kopenhagen.

## Leben
Ostenfeld studierte von 1882 bis 1887 Theologie und reiste dann ins Ausland, um das kirchliche Leben insbesondere in Deutschland und Schottland kennenzulernen, und wurde 1890 Kaplan in Bandholm auf Lolland und 1893 Kaplan im Kopenhagener Stadtteil Frederiksberg. 1897 wurde er dort Pfarrer an der Lukaskirche und 1908 an der Solbjerg-Kirche sowie Propst von Frederiksberg. Bekannt wurde er, als er während der großen Arbeitskämpfe 1899 die Streitschrift De Kristnes sociale Forpligtelser (Die sozialen Verpflichtungen der Christen) veröffentlichte und eine christlich-soziale Vereinigung gründete. 1911 wurde er durch den liberalen Kultusminister Jacob Appel zum Bischof von Seeland ernannt. Er unterstützte dessen Kirchenpolitik, focht aber auch einige Konflikte mit ihm aus. Als 1922 das Bistum Seeland in das Bistum Kopenhagen und das Bistum Roskilde geteilt wurde, wurde er Bischof des ersteren. 1923 besuchte er auf Einladung die dänischen Kirchen in den USA.
Ostenfeld war von 1905 bis 1911 Vorsitzender der dänischen Pfarrervereinigung und Redakteur von deren Zeitschrift. Theologisch gehörte er keiner bestimmten Richtung an. Sein Interesse galt der praktischen Kirchenarbeit. Er nahm Anregungen aus der englischen Kirche auf, förderte die kirchliche Sozialarbeit, die Organisation der Kirche in Kopenhagen und die Verständigung zwischen kirchlichen und staatlichen Stellen.

## Familie
Ostenfeld war ein Sohn des Pfarrers Søren Rasmussen Ostenfeld (1837–1900) und ein Bruder des Ingenieurs Asger Ostenfeld. Er war zweimal verheiratet; zuerst ab 1890 mit Johanne Seidelin (1869–1901), einer Tochter des Mathematikers Carl Seidelin (1833–1909), dann ab 1904 mit Karen Bolwig Dall (1869–1954).

## Ehrungen
Ostenfeld wurde 1911 Ritter und 1917 Kommandant des Dannebrogordens und 1913 Dannebrogsmann. 1923 wurde er von der Universität Lund zum Ehrendoktor der Theologie ernannt.